# 귀네도사우루스
귀네도사우루스(학명:Gwyneddosaurus erici)는 어룡목 타니스트로피아과에 속하는 어룡이다. 지금은 멸종된 종으로서 전체적인 몸길이가 2~4m인 중대형 어룡에 속한다.

## 특징
귀네도사우루스는 바다의 생활에 적응하여 살았던 어룡인만큼 다리에서 진화한 지느러미가 매우 잘 발달되어 있었다. 또한 귀네도사우루스는 멸종된 수생 타니스트로피드 파충류 속일 가능성이 있다. 타입종인 지에리치는 1945년에 빌헬름 보크가 포도크스사우루스(당시 '포도크사우루스'는 쾰루로사우루스(koellurosaurians)와 관련된 쾰루로사우루스 공룡으로 파악한 것이다.)에 의해서 묘사되었다. 이러한 유골은 펜실베이니아주 동부 몽고메리 카운티의 어퍼 트라이아스기 락카통 형성에서 발견되었으며 홀로타입은 두개골 파편, 척추, 늑골, 위궤도, 부분 어깨와 엉덩이 뼈, 그리고 부드러운 셰일에서 발견된 여러 개의 앞쪽과 뒷쪽 골격 원소들을 포함하고 있고 파라타입은 대퇴골과 경골을 모두 포함하고 있다. 유형 표본은 ANSP 15072이며 Bock의 4살짜리 아이에 의해 발견되어 [파라타입은 ?(ASNP coll.)로만 나열되어 있다. 그것은 큰 동물이 아니었다. 그 형태의 뼈는 Bock에 의해 18 센티미터(7.1인치) 길이로 추정되었고 허벅지 뼈는 23 밀리미터(0.91인치) 길이에 불과했다. 프리드리히 폰 후엔은 1948년에 이 동물을 프로토로사우르시아에 가장 작은 조직원으로 지정해 마크로크네무스와 가장 비슷하다는 것을 알게 되었다. 반면에 올슨과 베어드(1986년)혼합된 유물의 실러캔스고 타니스트로피아과에서 키메라로 확인 철강(1970년) 타니스트로피아 디노사우루스로 올슨과 플린(1989년)후에 한"위 방출"(역류)으로 구성되어로 귀네도사우루스의 기준 표본을 설명하는 이 해석을 수정해 분류했다. T의 어떤 트라헬로 뼈나 실라칸스 조각 같은 거 말이야그들은 이것이 귀네도사우루스를 타니트라헬로스(Tanytrachelos)와 동의어로 만들 것이라고 지적하고 더 어리지만 더 잘 표현된 속종을 보존할 것을 권고했다. 양턱에는 총 10~15개의 삼각형 모양을 가진 이빨들이 존재한다. 먹이로는 당대에 서식했던 물고기, 두족류, 갑각류를 주로 잡아먹고 살았을 육식성의 포식자로 추정되는 종이다.

## 생존시기와 서식지와 화석의 발견
귀네도사우루스가 생존했던 시기는 중생대의 트라이아스기 후기로서 지금으로부터 2억년전~1억 8000만년전에 생존했던 종이다. 생존했던 시기에는 북아메리카를 중심으로 하는 북동부 태평양과 북서부 대서양에 주로 광범위하게 서식했던 어룡이다. 화석의 발견은 1945년에 캐나다와 미국의 트라이아스기에 형성된 지층에서 미국의 고생물학자인 빌헬름 보크에 의하여 처음으로 화석이 발견되어 새롭게 명명된 종이다.

## 같이 보기
- 파충류
- 중생대
- 트라이아스기
- 어룡
- 화석